# کایا فان ماساکر
کایا فان ماساکر (انگلیسی: Caia van Maasakker؛ زادهٔ ۵ آوریل ۱۹۸۹) بازیکن هاکی روی چمن اهل هلند است.